# Championnat de Belgique masculin de handball 2017-2018
Navigation
Division 1 2016-2017 Division 1 2018-2019
La saison 2017-2018 du Championnat de Belgique masculin de handball fut la 60e saison de la plus haute division belge de handball. La première phase du championnat la phase classique, est suivi des Play-offs (dans lesquels, on retrouve les quatre meilleurs clubs engagés en BeNe League), des Play-offs II (dans lesquels on trouve les deux plus mauvais clubs engagés en BeNe Leagueet et les deux meilleurs de la phase classique) et des Play-downs (dans lesquels on trouve les quatre autres équipes engagés en phase classique).
Cette édition fut remportée par le Quibic Achilles Bocholt, sacré champion pour la troisième fois de son histoire, il termine avec comme dauphin l'Hubo Initia HC Hasselt. Le Sporting Neerpelt-Lommel et le HC Visé BM termine respectivement 3e et 4e des Play-off I.
En Play-off II, le KV Sasja HC Hoboken et le Callant Tongeren terminent premier et second et restent en BeNe League tandis que le HC Atomix et l'EHC Tournai, les deux meilleures équipes de la phase régulière ne réussissent pas à se qualifier et restent en Division 1.
En Play-down, le Kreasa HB Houthalen est relégué et sera remplacé par trois formations la saison suivante en raison d'une réforme du championnat à savoir par le Apolloon Kortrijk, le HC DB Gent et le RHC Grâce-Hollogne.

## Participants
En gras, les clubs engagés en BeNe League 2017-2018
| Club                     | Classement 2016-2017 | Localisation            | Entraîneur                       | Salle                                                     | Capacité |
| ------------------------ | -------------------- | ----------------------- | -------------------------------- | --------------------------------------------------------- | -------- |
| Quibic Achilles Bocholt  | 1er                  | Bocholt                 | Bart Lenders                     | Sportcomplex De Damburg                                   | 1 539    |
| Callant Tongeren         | 2e                   | Tongres                 | Maurice Canton                   | Eburons Dôme Tongeren                                     | 1 000    |
| Hubo Initia HC Hasselt   | 3e                   | Hasselt                 | Kornel Douven                    | Sporthal Alverberg                                        | 1 730    |
| HC Visé BM               | 4e                   | Visé                    | Predrag Dosen                    | Hall Omnisports de Visé                                   | 600      |
| KV Sasja HC Hoboken      | 5e                   | Anvers                  | Alex Jacobs                      | Sportcomplex Sorghvliedt                                  | 950      |
| Sporting Neerpelt-Lommel | 6e                   | Neerpelt-Lommel         | Pascal Grossi                    | Sportcentrum Dommelhof                                    | 1 600    |
| EHC Tournai              | 7e                   | Tournai                 | Luc Vercauteren                  | Hall des Sports de la C.E.T.                              | 2 000    |
| Olse Merksem HC          | 8e                   | Anvers                  | Lars Bertels                     | Sportcentrum De Rode Loop                                 | 321      |
| Kreasa HB Houthalen      | 9e                   | Houthalen-Helchteren    | Patrick Stegemann                | Sporthal Lakerveld                                        | 2 000    |
| HC Visé BM II            | 10e                  | Visé                    | Davor Peric                      | Hall Omnisports de Visé                                   | 600      |
| HC Eynatten-Raeren       | 11e                  | Raeren                  | Andreas Heckhausen               | Sporthalle Eynatten                                       | 700      |
| HC Atomix                | 1er (D2)             | Haacht Keerbergen Putte | Gerrit Vertommen Gert-Jan De Vis | Sporthal Den Dijk Sporthal Keerbergen Sporthal Klein Boom | ?        |

### Localisation
| \| HC Visé BM HC Visé BM II HC Atomix Kreasa HB Houthalen Olse Merksem KV Sasja Initia HC Hasselt HK Tongeren Achilles Bocholt Sporting NeLo EHC Tournai HC Eynatten-Raeren \| Localisation des clubs engagés dans le championnat |
| HC Visé BM HC Visé BM II HC Atomix Kreasa HB Houthalen Olse Merksem KV Sasja Initia HC Hasselt HK Tongeren Achilles Bocholt Sporting NeLo EHC Tournai HC Eynatten-Raeren                                                          |

Nombre d'équipes par Province
| # | Province                    | Nombre | Équipe(s) |
| - | --------------------------- | ------ | --- |
| 1 | Province de Limbourg        | 5      | Hubo Initia HC Hasselt, Callant Tongeren, QubiQ Achilles Bocholt, Sporting Neerpelt-Lommel, Kreasa HB Houthalen |
| 2 | Province de Liège           | 3      | HC Visé BM, HC Visé BM II, HC Eynatten-Raeren                                                                   |
| 3 | Province d'Anvers           | 2      | KV Sasja HC Hoboken, Olse Merksem HC                                                                            |
| 4 | Province de Hainaut         | 1      | EHC Tournai |
| 4 | Province du Brabant flamand | 1      | HC Atomix |

## Compétition

### Organisation du championnat
La saison régulière est disputée par 6 équipes, chacune se rencontre à quatre reprises, deux fois à domicile et deux fois à l'extérieur. Une victoire rapporte 2 points, une égalité 1 point et une défaite 0 point.
Après la saison régulière, les 2 équipes les mieux classées s'engagent avec les 2 plus mauvaises formations belges de la BeNe League en play-offs II.
En Play-offs I, on retrouve les quatre meilleurs formations belges de la BeNe League 2017-2018 qui vont se disputer et le titre et les places européennes. Ces quatre équipes sont déjà assurés de disputer la prochaine BeNe League et débutent avec un nombre de points différent sur base de la saison régulière de la BeNe League : la première équipe belge débute ces play-offs avec 4 points, la seconde avec 3 points, la troisième avec 2 points et la quatrième avec 1 point.
Dans les Play-offs II, les différentes formations débutent toute avec 0 point. Les 4 équipes engagées se disputent les deux premières places, synonyme de qualification à cette prochaine BeNe League.
Pour ce qui est des 4 dernières équipes de la phase régulière, elles s'engagent quant à elles dans les play-downs. Il s'agit là aussi d'une compétition normale en phase aller-retour mais pour laquelle, le troisième de la phase régulière commence ces Play-downs avec 4 points, le quatrième avec 3 points, le cinquième avec 2 points et le sixième avec 1 point. Ces quatre équipes s'affrontent dans le but de ne pas pouvoir finir à la dernière place, synonyme de relégation en division 2.

## Résultats

### Saison régulière

#### Classement
|   | Équipe              | Pts | J  | G  | N | P  | Bp  | Bc  | Diff |
| - | ------------------- | --- | -- | -- | - | -- | --- | --- | ---- |
| 1 | EHC Tournai         | 35  | 20 | 17 | 1 | 2  | 619 | 529 | 90   |
| 2 | HC Atomix           | 27  | 20 | 13 | 1 | 6  | 611 | 527 | 84   |
| 3 | HC Eynatten-Raeren  | 22  | 20 | 11 | 0 | 9  | 552 | 565 | -13  |
| 4 | Kreasa HB Houthalen | 16  | 20 | 7  | 2 | 11 | 499 | 536 | -37  |
| 5 | HC Visé BM II       | 11  | 20 | 5  | 1 | 14 | 527 | 590 | -63  |
| 6 | Olse Merksem HC     | 9   | 20 | 3  | 3 | 14 | 498 | 559 | -61  |

|                 | Qualification en Play-offs II |
|                 | Play-downs                    |
| en augmentation | Promu 2017                    |

##### Évolution du Classement
- Leader du classement

| Atomix | Atomix | Atomix | EHC Tournai | EHC Tournai | EHC Tournai | EHC Tournai | EHC Tournai | EHC Tournai | EHC Tournai | EHC Tournai | EHC Tournai | EHC Tournai | EHC Tournai | EHC Tournai | EHC Tournai | EHC Tournai | EHC Tournai | EHC Tournai | EHC Tournai |
| 01     | 02     | 03     | 04          | 05          | 06          | 07          | 08          | 09          | 10          | 11          | 12          | 13          | 14          | 15          | 16          | 17          | 18          | 19          | 20          |

- Journée par journée

| Club                | 1 | 2 | 3 | 4 | 5 | 6 | 7 | 8 | 9 | 10 | 11 | 12 | 13 | 14 | 15 | 16 | 17 | 18 | 19 | 20 |
| ------------------- | - | - | - | - | - | - | - | - | - | -- | -- | -- | -- | -- | -- | -- | -- | -- | -- | -- |
| HC Eynatten-Raeren  | 6 | 3 | 4 | 3 | 3 | 3 | 3 | 3 | 3 | 3  | 3  | 3  | 3  | 3  | 3  | 3  | 3  | 3  | 3  | 3  |
| Kreasa HB Houthalen | 3 | 4 | 5 | 5 | 4 | 4 | 4 | 4 | 4 | 4  | 4  | 4  | 4  | 4  | 4  | 4  | 4  | 4  | 4  | 4  |
| HC Atomix           | 1 | 1 | 1 | 2 | 2 | 2 | 2 | 2 | 2 | 2  | 2  | 2  | 2  | 2  | 2  | 2  | 2  | 2  | 2  | 2  |
| EHC Tournai         | 2 | 2 | 2 | 1 | 1 | 1 | 1 | 1 | 1 | 1  | 1  | 1  | 1  | 1  | 1  | 1  | 1  | 1  | 1  | 1  |
| HC Visé BM II       | 5 | 6 | 3 | 6 | 6 | 6 | 6 | 6 | 6 | 6  | 6  | 6  | 6  | 6  | 6  | 6  | 5  | 5  | 5  | 5  |
| Olse Merksem HC     | 4 | 5 | 6 | 4 | 5 | 5 | 5 | 5 | 5 | 5  | 5  | 5  | 5  | 5  | 5  | 5  | 6  | 6  | 6  | 6  |

#### Matchs

##### Phase 1
| Résultats (dom.\ext.)                                      | ATO   | E-R   | EHC   | KHO   | MER   | VIS   |
| HC Atomix                                                  |       | 27-29 | 32-35 | 22-20 | 30-23 | 33-16 |
| HC Eynatten-Raeren                                         | 22-25 |       | 29-28 | 32-29 | 35-25 | 29-25 |
| EHC Tournai                                                | 29-28 | 32-27 |       | 29-24 | 27-31 | 30-19 |
| Kreasa HB Houthalen                                        | 26-36 | 25-30 | 19-31 |       | 20-19 | 22-22 |
| Olse Merksem HC                                            | 22-28 | 21-28 | 29-30 | 24-28 |       | 24-17 |
| HC Visé BM II                                              | 28-34 | 31-28 | 29-32 | 19-24 | 21-25 |       |
| - Victoire à domicile - Match nul - Victoire à l'extérieur |       |       |       |       |       |       |

##### Phase 2
| Résultats (dom.\ext.)                                      | ATO   | E-R   | EHC   | KHO   | MER   | VIS   |
| HC Atomix                                                  |       | 32-27 | 30-31 | 32-30 | 26-10 | 37-31 |
| HC Eynatten-Raeren                                         | 25-37 |       | 27-28 | 25-32 | 28-27 | 27-25 |
| EHC Tournai                                                | 35-33 | 28-22 |       | 29-22 | 38-30 | 42-25 |
| Kreasa HB Houthalen                                        | 21-33 | 27-29 | 20-25 |       | 23-23 | 35-28 |
| Olse Merksem HC                                            | 29-29 | 25-27 | 27-27 | 26-28 |       | 31-40 |
| HC Visé BM II                                              | 38-27 | 36-26 | 26-33 | 22-24 | 29-27 |       |
| - Victoire à domicile - Match nul - Victoire à l'extérieur |       |       |       |       |       |       |

### Play-offs

#### Play-offs I

##### Classement
|   | Équipe                   | Pts | J | G | N | P | Bp  | Bc  | Diff |
| - | ------------------------ | --- | - | - | - | - | --- | --- | ---- |
| 1 | QubiQ Achilles Bocholt T | 14  | 6 | 5 | 0 | 1 | 196 | 187 | 9    |
| 2 | Hubo Initia HC Hasselt C | 10  | 6 | 3 | 1 | 2 | 177 | 171 | 6    |
| 3 | Sporting Neerpelt-Lommel | 6   | 6 | 2 | 1 | 3 | 176 | 180 | -4   |
| 4 | HC Visé BM               | 4   | 6 | 1 | 0 | 5 | 180 | 191 | -11  |

|   | Qualification pour la finale      |
| T | Tenant du titre                   |
| C | Vainqueur de la Coupe de Belgique |

##### Matchs
| Résultats (dom.\ext.)                                      | BOC   | HAS   | N-L   | VIS   |
| Achilles Bocholt                                           |       | 35-32 | 32-31 | 34-33 |
| Hubo Initia HC Hasselt                                     | 28-26 |       | 26-26 | 30-27 |
| Sporting Neerpelt-Lommel                                   | 33-36 | 27-26 |       | 33-29 |
| HC Visé BM                                                 | 30-33 | 30-35 | 31-26 |       |
| - Victoire à domicile - Match nul - Victoire à l'extérieur |       |       |       |       |

##### Finale
| 20h15 - 19 mai 2018 | Hubo Initia HC Hasselt | 30 - 26 | QubiQ Achilles Bocholt | Sporthal Alverberg, Hasselt |

| 20h15 - 26 mai 2018 | QubiQ Achilles Bocholt | 32 - 30 | Hubo Initia HC Hasselt | Sportcomplex De Damburg, Bocholt |

| - 02 juin 2018 | QubiQ Achilles Bocholt | 32 - 28 | Hubo Initia HC Hasselt | Sportcomplex De Damburg, Bocholt |

- QubiQ Achilles Bocholt 2-1 Hubo Initia HC Hasselt

#### Play-offs II

##### Classement
|   | Équipe              | Pts | J | G | N | P | Bp  | Bc  | Diff |
| - | ------------------- | --- | - | - | - | - | --- | --- | ---- |
| 1 | KV Sasja HC Hoboken | 11  | 6 | 5 | 1 | 0 | 172 | 138 | 34   |
| 2 | Callant Tongeren    | 9   | 6 | 4 | 1 | 1 | 156 | 143 | 13   |
| 3 | HC Atomix           | 2   | 6 | 1 | 0 | 5 | 155 | 164 | -9   |
| 4 | EHC Tournai         | 2   | 6 | 1 | 0 | 5 | 136 | 174 | -38  |

|                 | Qualification pour la BeNe League 2018-2019 |
| en augmentation | Issus de la phase régulière                 |
| en diminution   | Descendants de BeNe League 2017-2018        |

##### Matchs
| Résultats (dom.\ext.)                                      | ATO   | TOU   | SAS   | TON   |
| HC Atomix                                                  |       | 29-21 | 25-31 | 22-25 |
| EHC Tournai                                                | 30-26 |       | 22-28 | 17-31 |
| KV Sasja HC Hoboken                                        | 27-24 | 35-22 |       | 27-21 |
| Callant Tongeren                                           | 30-29 | 25-24 | 24-24 |       |
| - Victoire à domicile - Match nul - Victoire à l'extérieur |       |       |       |       |

#### Play-downs

##### Classement
|   | Équipe              | Pts | J | G | N | P | Bp  | Bc  | Diff |
| - | ------------------- | --- | - | - | - | - | --- | --- | ---- |
| 1 | HC Eynatten-Raeren  | 12  | 6 | 4 | 0 | 2 | 174 | 167 | 7    |
| 2 | HC Visé BM II       | 8   | 6 | 3 | 0 | 3 | 175 | 175 | 0    |
| 3 | Olse Merksem HC     | 7   | 6 | 3 | 0 | 3 | 165 | 168 | -3   |
| 4 | Kreasa HB Houthalen | 7   | 6 | 2 | 0 | 4 | 157 | 161 | -4   |

|  | Relégation en division 2 |

##### Matchs
| Résultats (dom.\ext.)                                      | E-R   | KHO   | OME   | VIS   |
| HC Eynatten-Raeren                                         |       | 26-22 | 32-28 | 32-35 |
| Kreasa HB Houthalen                                        | 28-29 |       | 24-22 | 25-26 |
| Olse Merksem HC                                            | 28-27 | 28-27 |       | 32-24 |
| HC Visé BM II                                              | 26-28 | 30-31 | 34-27 |       |
| - Victoire à domicile - Match nul - Victoire à l'extérieur |       |       |       |       |

### Champion
| Champion de Belgique de handball 2017-2018 QubiQ Achilles Bocholt Handbal 3e titre |

## Bilan

### Classement final
| Rang | Équipe                     | En Coupe de Belgique |
| ---- | -------------------------- | -------------------- |
| 1er  | QubiQ Achilles Bocholt (T) | Quarts de finale     |
| 2e   | Hubo Initia HC Hasselt     | Vainqueur            |
| 3e   | Sporting Neerpelt-Lommel   | Demi-finalistes      |
| 4e   | HC Visé BM                 | Finaliste            |
| 5e   | KV Sasja HC Hoboken        | Quarts de finale     |
| 6e   | Callant Tongeren           | Demi-finalistes      |
| 7e   | HC Atomix                  | Seizième de finale   |
| 8e   | EHC Tournai                | Seizième de finale   |
| 9e   | HC Eynatten-Raeren         | Quarts de finale     |
| 10e  | HC Visé BM II              |                      |
| 11e  | Olse Merksem HC            | Seizième de finale   |
| 12e  | Kreasa HB Houthalen        | Huitième de finale   |

|                 | Champion de Belgique et qualifiés pour la Coupe EHF 2018-2019 |
|                 | Qualifiés pour la Coupe Challenge 2018-2019                   |
|                 | Relégués en division 2                                        |
| En              | gras Qualifiés pour la BeNe League 2018-2019                  |
| (T)             | Tenant du titre                                               |
| en augmentation | Promu de début de saison en Division 1                        |

### Classement des Buteurs
| #  | Joueur          | Équipe                 | Buts |
| -- | --------------- | ---------------------- | ---- |
| 01 | Toon De Vis     | HC Atomix              | 150  |
| 02 | Benoit Neuville | HC Eynatten-Raeren     | 138  |
| 03 | Blaz Rojc       | HC Atomix              | 123  |
| 04 | Brice Lachal    | Olse Merksem HC        | 115  |
| 05 | Merlin Rosier   | EHC Tournai            | 106  |
| 06 | Eric Vreven     | HC Eynatten-Raeren     | 105  |
| 07 | Jochen Stulens  | KV Sasja HC Hoboken    | 104  |
| 08 | Léon Driesen    | QubiQ Achilles Bocholt | 89   |
| 09 | Wouter Schroven | HC Atomix              | 89   |
| 10 | Erik Smeijers   | HC Atomix              | 79   |

### Parcours en coupes d'Europe
Le parcours des clubs belges en coupes d'Europe est important puisqu'il détermine le coefficient EHF, et donc le nombre de clubs belges présents en coupes d'Europe les années suivantes.
| Club                   | Compétition     | Tour d'entrée     | Résultat                      | Dernier adversaire |
| QubiQ Achilles Bocholt | Coupe EHF       | 1er tour          | éliminé au 1er tour           | Riihimäen Cocks    |
| HC Visé BM             | Coupe Challenge | Tour préliminaire | éliminé en Huitième de finale | AHC Potaissa Turda |

### Bilan de la saison
| Tableau d'honneur de la saison 2017-2018 |                                                 |                             |
| Compétition                              | Vainqueur                                       | Commentaire                 |
| Championnat de Belgique                  | QubiQ Achilles Bocholt                          | 3e titre                    |
| Coupe de Belgique                        | Hubo Initia HC Hasselt                          | 11e victoire                |
| Qualifications européennes               |                                                 |                             |
| Compétition                              | Qualifiés                                       | Qualifiés                   |
| Coupe EHF                                | QubiQ Achilles Bocholt                          | Deuxième tour               |
| Coupe Challenge                          | HC Visé BM                                      | Deuxième tour               |
| Coupe Challenge                          | EHC Tournai                                     | Premier tour                |
| Promotions et relégations                |                                                 |                             |
| Promu en Division 1 (D1)                 | Apolloon Kortrijk HC DB Gent RHC Grâce-Hollogne | 1er de D2 2e de D2 3e de D2 |
| Relégation en Division 2 (D2)            | Kreasa HB Houthalen                             | 4e des PD                   |